# پتانسیل زتا
پتانسیل زتا (به انگلیسی Zeta potential) در اصطلاحات علمی برای اشاره به پتانسیل الکتریکی در تعلیق کلوئیدی به کار می‌رود. در متون شیمی ذرات این پتانسیل الکتریکی با حرف یونانی زتا ζ نشان داده می‌شود. علاوه بر ذرات، این پتانسیل در پیرامون سلول‌ها و سایر سطوح جامد در داخل الکترولیت وجود دارد. سلول‌ها در محلول به علت وجود خاصیت‌های یونی، همچنین ترکیبات سازنده غشاء (مانند پروتتین‌ها، چربی‌ها و قندها) و پخش بار در سطح غشاء آنها دارای یک بار الکتریکی در سطح غشاء می‌باشند. گسترش بار در اطراف ، غشاء باعث تأثیر بر روی یون‌های مجاور شده که نتیجه آن افزایش غلظت تعداد یون‌ها (یون‌های با بار الکتریکی مخالف) در فاصله نزدیک غشاء می‌شود؛ بنابراین غشاء در محلول توسط یک لایه از یون‌های با بار مخالف محصور شده که این لایه به وجود آمده لایه ثابت (Fixed layer) می‌گویند. در قسمت بیرونی لایه ثابت، تعداد زیادی از یون‌ها با بار بارهای مختلف وجود دارد که باعث تشکیل یک لایه ابری شکل (Cloud like region) می‌شود؛ بنابراین دو لایه الکتریکی (Electrical Bilayer) در ناحیه‌ای که سطح غشاء در مجاورت محیط مایع اطراف آن وجود دارد، تشکیل می‌شود. این دو لایه توسط دو قسمت شرح داده می‌شود:
1. قسمت درونی: شامل یون‌هایی است که به صورت قوی با سطح خارجی غشاء اتصال پیدا کرده‌است.
2. قسمت بیرونی یا ناحیه پراکنده که یون‌ها در آن قسمت در حالت تعادل یونی به سر می‌برند.

پتانسیل موجود در این قسمت با افزایش فاصله از غشاء کاهش پیدا کرده، تا جایی که به صفر برسد. هنگامی که بر محیط مایع اطراف سلول میزان معینی ولتاژ اعمال شود سلول‌ها از طریق بار موجود در غشاء به سمت الکترود با قطب مخالف بار غشاء حرکت می‌کنند. حرکت سلول‌ها به دلیل اثر ولتاژ خارجی بر روی لایه ثابت و همچنین بر روی قسمتی از ناحیه پراکنده و قسمت بینا بینی این دو ناحیه در سطح غشاء می‌باشد. این دو قسمت و قسمت بینابینی آن به shear plane معروف می‌باشد و بار الکتریکی موجود در این قسمت پتانسیل zeta نام دارد. پتانسیل Zeta به عنوان قسمت کاربردی بار الکتریکی سطح غشاء عمل می‌کند. ماهیت محیطی که سلول در آن قرار دارد، میزان یون‌ها و pH محیط بر روی میزان پتانسیل zeta تأثیر می‌گذارد. بسیاری از مواد هنگام قرار گرفتن در مایعات یا آب از خود درجات متفاوتی از پتانسیل zeta را نشان می‌دهند. همچنین مولکول‌های آبی که در مجاورت غشای سلولی وجود دارند تقریباً بی‌حرکت هستند و وجود آن‌ها همراه با گروه‌های باردار در سطح غشاء باعث تأثیر در انتشار یون‌های متحرک می‌شود. سطح غشای سلول‌های ایزوله شده معمولاً دارای بار منفی است. بار موجود در دولایه الکتریکی (Electrical Bilayer) آن با بار یون‌های مخالف محیط به تعادل می‌رسد. این پتانسیل ایجاد شده در چنین محیط استاتیکی به صورت تصاعدی با ایجاد فاصله از سطح غشاء کاهش می‌یابد. در صورتی که این سطح در طول محیط حرکت کند یک لایه نازکی از محیط همراه با مقداری از یون‌ها با این غشای حرکت می‌کنند. در نتیجه پتانسیلی در سطح غشاء به نام پتانسیل zeta ایجاد می‌شود که به وسیلهٔ روش‌های کینتیکی مثل الکتروفورز اندازه‌گیری می‌شود که مقدار آن چند میلی ولت کمتر از پتانسیل واقعی غشاء می‌باشد. در اغلب سلول‌ها این پتانسیل اندازه‌گیری شده بین ۱۰- تا ۲۰- میلی ولت است. در غشاهای سلولی، محیط‌های مایع خاص مجاور غشاء ممکن است بر روی فعالیت غشاء اثر بگذارند. در نتیجه غلظت یون‌های نزدیک در سطح غشاء ممکن است از کل یون‌های محیط متفاوت شوند.
اندازی‌گیری
برخی از تکنیک‌های ابزار دقیق وجود دارند که امکان اندازه‌گیری پتانسلی زتا را فراهم می‌کنند. آنالایزر پتانسیل زتا می‌تواند مواد جامد، الیاف یا پودر را اندازه‌گیری کند. موتور موجود در دستگاه یک جریان نوسانی از محلول الکترولیت را از طریق نمونه ایجاد می‌کند. چندین حسگر در ابزار دیگر عوامل را کنترل می‌کنند، بنابراین نرم افزار متصل شونده قادر به انجام محاسبات برای یافتن پتانسیل زتا است. به همین دلیل دما، pH ، هدایت، فشار و پتانسیل جریان در دستگاه اندازه‌گیری می‌شود. پتانسیل زتا را می‌توان با استفاده از مدل‌های نظری و تحرک الکتروفورتیکی با تعیین تجربی یا تحرک الکتروفورتیک دینامیکی محاسبه کرد. پدیده‌های الکتروکینتیک و پدیده‌های الکتروآکوستیک منابع معمول داده‌ها برای محاسبه پتانسیل زتا هستند.
پدیده‌های الکتروکینتیکی
الکتروفورز برای تخمین پتانسیل زتا ذرات استفاده می‌شود، در حالی که پتانسیل/جریان برای اجسام متخلخل و سطوح صاف استفاده می‌شود. در عمل، پتانسیل زتا پراکندگی با اعمال میدان الکتریکی در سراسر پراکندگی اندازه‌گیری می‌شود. ذرات درون پراکندگی با پتانسیل زتا به سمت الکترود بار مخالف با سرعتی متناسب با بزرگی پتانسیل زتا مهاجرت کردند. این سرعت با استفاده از تکنیک بادسنج لیزری داپلر اندازه‌گیری می‌شود. تغییر فرکانس یا تغییر فاز پرتولیزر برخوردی ناشی از این ذرات متحرک به عنوان تحرک ذرات اندازه‌گیری می‌شود و این تحرک با وارد کردن ویسکوزیته پراکنده و گذردهی دی الکتریک و استفاده از نظریه‌های اسمولوچوفسکی به پتانسیل زتا تبدیل می‌شود.